# Bohnerz

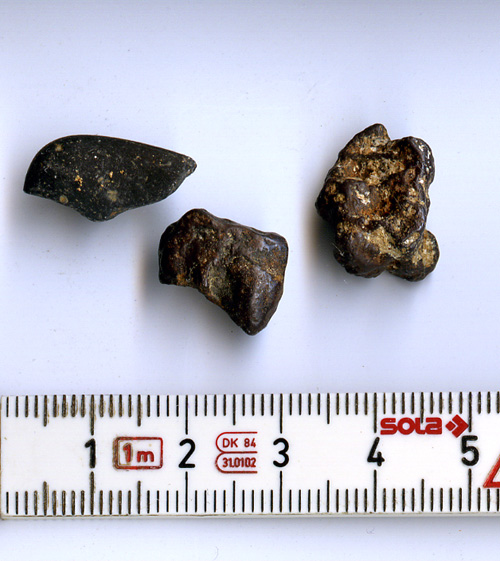
Bohnerze aus einem Schotterwerk bei Genkingen/Schwäbische Alb

Bohnerz (Eisenstein) ist ein Eisenerz mit einem relativ hohen Gehalt an Eisenoxid von bis zu 76 %. Es besteht aus erbsen- oder bohnenförmigen, oft konzentrisch-schaligen, manchmal hohlen Knollen (Konkretionen) aus Brauneisenstein. Es tritt zusammen mit braunem oder rotem (Umbra), oft auch gelbem Lehm (Ocker) in Spalten und Höhlen aus Kalkstein auf.

## Beschreibung
Der Durchmesser der oft fettglänzenden Körner schwankt meist zwischen 9 und 15 Millimetern; teilweise erreicht er bis über 5 Zentimeter. Die Körner ähneln in der Bildung dem Erbsenstein. Ihre chemische Zusammensetzung ist ungleichmäßig, daher schwankt die Farbe der Bohnerze zwischen verschiedenen Braun- und Grüntönen, kann aber auch ins gelbliche oder schwarze tendieren.
Das Bohnerz aus Kandern löst sich zum Teil unter Ausscheidung von Kieselsäure in Salzsäure auf und besteht aus 5 bis maximal 21 % Kieselerde, 6 bis 7 % Tonerde, 69 bis 76 % Eisenoxid und Wasser. Andere Bohnerze sind bloße Gemenge von Brauneisenstein mit Ton. Manche Bohnerze enthalten Spuren von Titan, Vanadin und Chrom, die württembergischen auch Phosphor- und Arseniksäure.

## Genese

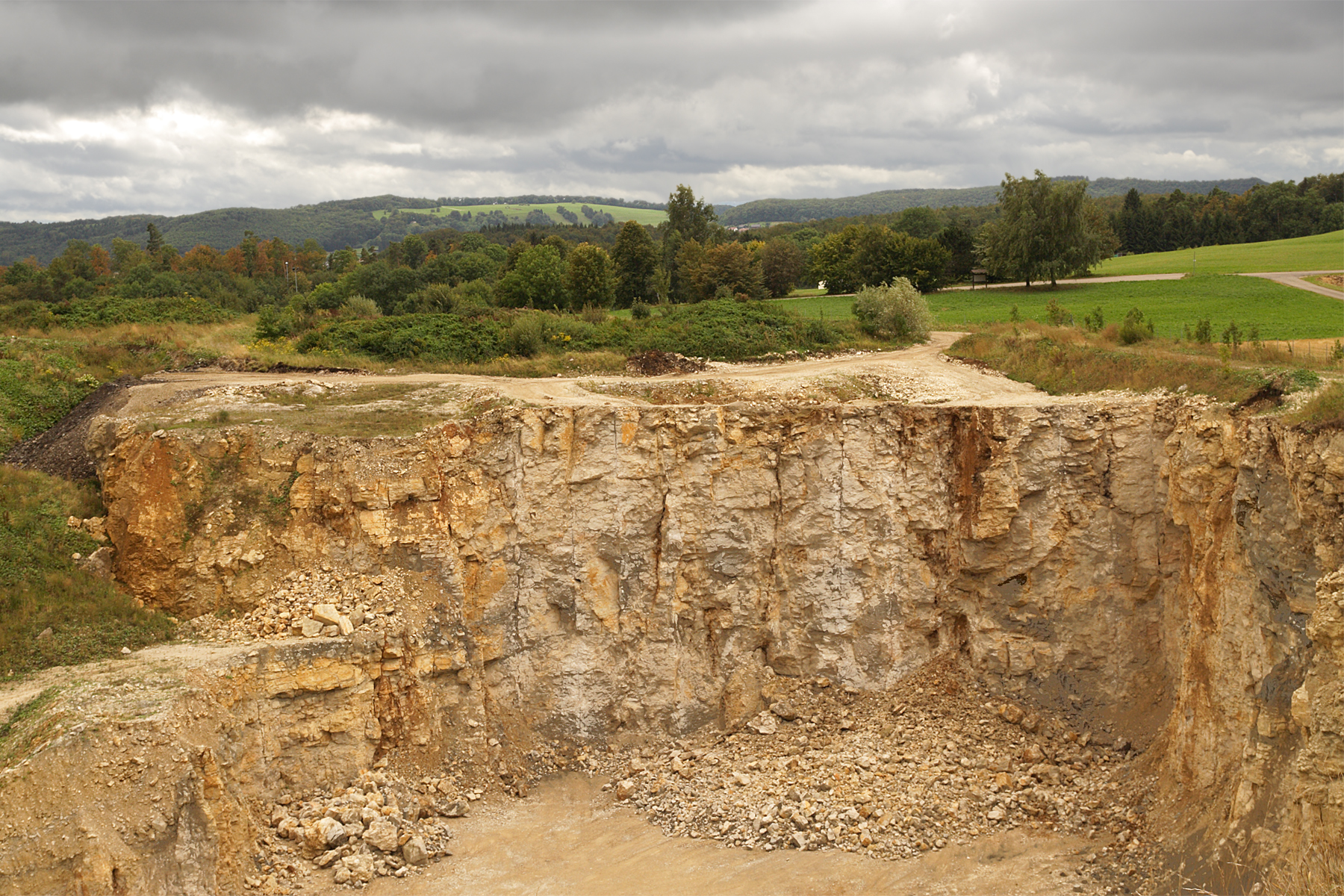
Klüftig verkarstetes Geotop. Willmandingen, mittlere Schwäb. Kuppenalb. Brauner Bohnerzlehm, zementgraue Kalkmergel. Bohnerzgruben nahebei.

Bohnerze entstehen, wenn durch intensive tropische Verwitterung Eisen in sauren Wässern gelöst wird und anschließend eine Ausfällung, beispielsweise in Kalkschichten, erfolgt. Der Kalk neutralisiert die sauren Wässer, die das Eisen transportieren, ähnlich wie beim Minette-Erz.

## Vorkommen
Die Erze finden sich weitverbreitet im französischen Juragebiet (Obersaône), in der Schweiz (z. B. auf dem Randen, im Klettgau, im Kanton Aargau etwa im ehemaligen Eisenbergwerk Küttigen), sowie Baden-Württemberg (Kandern, Bohnerzgruben bei Heidenheim an der Brenz, Tuttlingen, Wippingen, Willmandingen, Farrenberg, Hohentengen am Hochrhein, Laucherthal bei Sigmaringen, dort auch ehemaliges Hüttenwerk). Weitere Fundorte liegen in Bayern (Monheimer Alb), in Oberösterreich (Dachsteinmassiv), in Tschechien (Beraun, Blansko), in Ungarn (Ödenburger Komitat, Banat), Russland (Olonez), Afrika (Kordofan, Futa Dschallon) und in den USA (North Carolina).
Nahe der Roterdspitze in der Schlerngruppe (Südtiroler Dolomiten) tritt Bohnerz offen zu Tage. Es wurde nachweislich bereits in der Bronzezeit gesammelt und unterschiedlich, u. a. als Schmuck und Werkzeug, verwendet.
Die zahlreichen urweltlichen Knochen, die an den Fundorten aufgefunden wurden, beweisen, dass die Tätigkeit der Mineralquellen, aus denen sie abgesetzt wurden, vom ältesten Tertiär (Paläotherium zu Frohnstetten) bis in die letzten Zeiten des Mammuts reichte.
Die Vorkommen im Dachsteingebiet treten oft zusammen mit dem Augensteinschotter auf, der von der tertiären Sedimentbedeckung der nördlichen Kalkalpen übrigblieb, und sind Verwitterungsrückstände des Dachsteinkalks. Sie bilden verstreute Nester von kleinen, schokoladenbraunen Erz-Konkretionen.
Die Quarzsande des Molassebeckens bei Riedern am Sand enthalten Bohnerz. In Oberschwaben werden die Graupensande in Sandgruben gewonnen.

## Verhüttung
Bis in das 19. Jahrhundert wurden Bohnerze vor allem in Südwestdeutschland und der Schweiz abgebaut und deckten so teilweise den Eisenbedarf.

## Der Erzkessel bei Küßnach im Klettgau

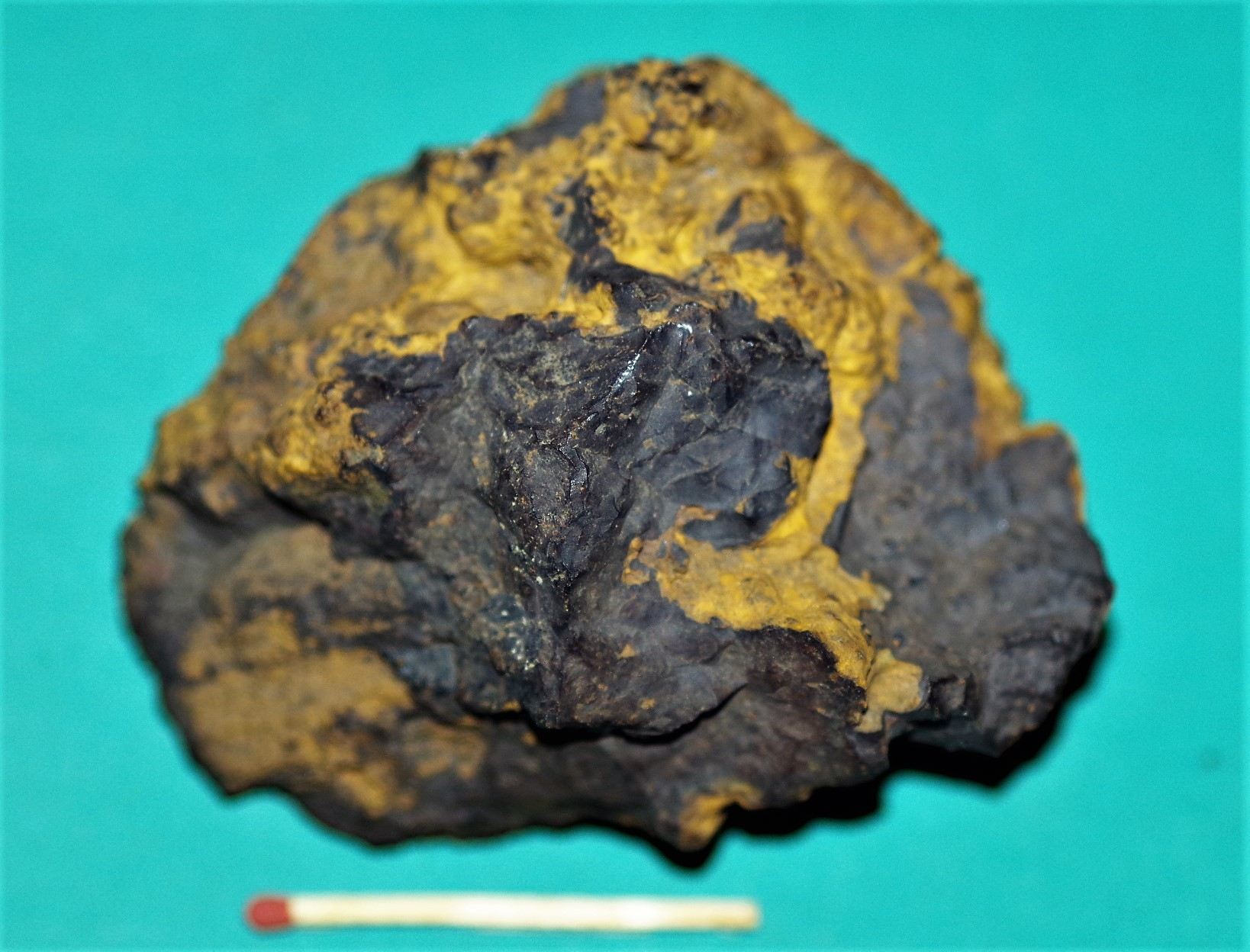
Brauneisenerzknolle / Limonit, aus dem Callovium; Erzkessel Küßnach, Klettgau

Das Bohnerz wurde im Klettgau im Tagebau in Gruben aufgeschlossen, getrocknet und gewaschen, um den anhaftenden Ton zu entfernen. Dazu wurden Weidenkörbe im Wasser geschwenkt und gerüttelt, teilweise nutzte man einfache Rädermühlen. Besonders große Erzknollen lieferte der Erzkessel bei Küßnach. In Jestetten wurde 1555 von den Grafen von Sulz zur Verhüttung des Bohnerzes ein Rennofen errichtet. 1622 wurde der Bau eines neuen Hochofens in Eberfingen beschlossen, Betreiber waren das Kloster St. Blasien und die Grafen von Sulz (ab 1649 der Fürst von Fürstenberg). Bei Rheinau wurde das Bohnerz in einem Erzkasten nach Bergwerken sortiert zwischengelagert und zur Verhüttung ins Eisenwerk Albbruck auf Weidlingen verschifft. Weitere Eisenhütten befanden sich in Gutenburg (1660), in Wehr, Säckingen, Laufenburg, Tiefenstein, in Kutterau und bei Oberhof. Mit Entstehen der Badischen Gewehrfabrik errichtete man 1820 in St. Blasien eine kleine Eisenhütte. Das Bohnerz war für die Verhüttung ideal, es war leichter zu reduzieren als andere Erze und ergab eine hervorragende Qualität. 1866 kam die Bohnerzgräberei im Klettgau zum Erliegen. 1918 wurden wieder Versuche zur Erzgewinnung unternommen, die 1922 mit der Entdeckung der oolithischen Dogger- und Malmeisenerze bei Blumberg abgebrochen wurden.
1693 entstand aus den Ysenschmitten gelegen zu Nüwenhusen underm Loufen das Eisenwerk im Laufen, das zunächst Eisen aus dem Eisenwerk bei Eberfingen (erster Anstich 1684, Betrieb bis 1756) bezog, welches vorrangig aus Schaffhauser Bohnerzgruben stammte. Daraus entstanden durch Johann Conrad Fischer die heutigen Georg-Fischer-Werke bei Schaffhausen.

## Hüttenwerke mit Bohnerzverhüttung
- Amalienhütte in Bachzimmern
- Hüttenwerk Wasseralfingen
- Fürstlich Hohenzollernsche Hüttenwerke